# 尚萬強
冉阿让（1769年－1833年），是法國作家維克多·雨果於1862年創作的小說《悲慘世界》中的虛擬角色，也是故事中的核心人物。他的化名很多，包含馬德琳先生（Monsier Madeleine）、白先生、玉爾邦·法白爾或割風。

## 概述
維克多·雨果將他設計成一位因為偷一條麵包救濟外甥而坐牢19年的囚犯，編號為24601。他原本只被判5年徒刑，但由於他不信任法律，屢屢越獄以致於罪刑加重，最終於19年後獲得假釋。他倔強不懼強權的個性使探長賈維爾（Javert）對他深惡痛絕，他過人的力氣也使賈維爾對他印象深刻，兩人一生中相互追逐。他雖然遭受社會歧視，但是迪涅地區主教米里艾在冉阿让竊走教堂銀器後，為其開脫罪責，說服冉阿让棄惡並從善。他經過努力後，尋求誠實的生活，最後成為工廠老闆和濱海蒙特勒伊市的市長。他收養了芳汀（Fantine）的女兒珂賽特（Cosette），營救馬留斯·彭梅西（Marius Pontmercy）逃出街壘。他默默地遵循自己的良心拯救他人，中间也夹杂了许多误会。最终马留斯了解到了一切的真相，冉阿让在珂赛特与马留斯的陪伴下寿终正寝。

## 人物原型
冉阿让這個角色大致參考法國著名罪犯尤金·法蘭索瓦·維多克的生平，他被釋放後，成為一個成功的商人，他因參與慈善事業，而普遍獲得社會大眾的注目。冉阿让展現出令人難以置信的堅強，這種性格是來自於維多克的經歷所編造的，雨果也從中獲得靈感，創造出小說《缧绁盟心》（Claude Gueux）及《一個死囚的末日》（Le Dernier jour d'un condamné）。1828年，維多克利用自己的肩膀抬起沉重的手推車，拯救了一位他的工廠工人，雨果也將這件事件編寫入《悲慘世界》中。雨果利用事實讓冉阿让的行為與他的真實身份不相符合（當時維多克已經被赦免出獄）。
冉阿让在搭乘獵戶座號時拯救一名水手，這件事雨果是根據一個真實事件所改編的，雖然他自己沒有親眼見到。雨果幾乎一字不漏使用了一封朋友的信中的描述，但是他最後讓冉阿让逃走，則與事實不符。小說中發生的其他事件包括（與雨果的經歷有關）：
- 1841年，雨果拯救了一位因襲擊罪被捕的妓女。他用冉阿让進行相同的行為，並利用自己與警員之間的短暫對話的一部分[2]。

- 1846年2月22日，維克多·雨果目睹了一名麵包小偷遭到逮捕。一位公爵夫人和她的孩子從他們的馬車中無情地看著這一幕。雖然這件事不能視為《悲慘世界》的靈感來源（當時雨果已經開始了創作《悲慘世界》），但是他的日記中明確說明這個的場景讓他印象深刻[2]。

- 在1851年12月，雨果親自參加了革命黨人針對拿破崙三世進行的革命街頭活動。他拒絕使用任何武器，但照顧受傷的民眾。

此外，尚萬強的囚犯編號24601可能是雨果設計（1801年6月24日）的日期; 6月24日也是聖約翰日。拿破崙·波拿巴與尚萬強出生在同一年，他在拿破崙的崛起、法國大革命戰爭與拿破崙戰爭（1796至1815年）期間遭到監禁。出獄時社會動盪，波旁王室復辟後不久發生七月革命、法國建立七月王朝，大學生的反抗運動是根據1832年巴黎共和黨人起義反對七月王朝來改編的。

## 小說背景
尚萬強在小說中是個假釋犯，他的身分證是黃色的（用來區分他是個有前科的危險人物）。迪涅主教米里艾在尚萬強偷走銀器被警察逮捕時向警察說是他將這些銀器送給尚萬強的。經過主教的教化，尚萬強真心的懺悔並且成為一位光榮、有尊嚴的人。尚萬強仁慈的對待他每一次的遭遇，他除了成為了一位失去母親傅安婷（Fantine）的孤兒的繼父，也幫助許多需要被幫助的人。雖然尚萬強是眾所皆知的罪犯與假釋犯，但是在道德上的成長也是人們的最佳示範。尚萬強不僅代表了在法律上錯誤的一方，也代表了人們的道德和倫理正確的一方。
尚萬強的對立方，賈維爾（Javert），一位盡忠職守且有能力的警察，並且在社會上占有一席之地的榮譽。賈維爾和尚萬強的關係在法律和愛之間呈現兩元對立。賈維爾只看到尚萬強曾經是犯人的一面勝於尚萬強成為人們恩人的一面。小說中描述了賈維爾與尚萬強的切磋來往：尚萬強四處躲避著賈維爾，而賈維爾追捕著尚萬強。

## 小說中的尚萬強

### 第一部分：傅安婷（Fantine）
小說開篇中描述主教米里艾（Bishop Myriel）是一位仁慈的老主教，住在迪涅地區，而尚萬強是個受到歧視的人，在十月的某一天到了迪涅地區尋找一個能過夜的地方後繼續流浪。最後他被米里艾收留，米里艾主教相信他，請尚萬強吃晚餐並給他一張床過夜。之後雨果詳細介紹了尚萬強的背景。1769年，尚萬強出生在一個小城鎮，小時候失去雙親成為孤兒，由他的姊姊扶養他長大，姊姊婚後不幸守寡留下了七個小孩，他與姊姊一同扶養七個小孩，視如己出。法國大革命爆發，物資極端缺乏，人民餓肚子。尚萬強為了不讓外甥餓死，他敲破麵包店的玻璃窗，偷了一條麵包，後來他被逮捕並且判刑五年，被監禁在巴格內的土倫監獄。他因為不信任法律試圖逃獄了四次，每次逃獄他的刑期就增加3年，其中兩年為防止他第二次逃獄額外增加的。他步出監獄時，已經坐了十九年的牢，法律規定必須攜帶黃色的身分證，代表他是個刑滿釋放的人。
在那天夜晚，尚萬強醒來並偷走了主教米里艾的銀器和銀盤，並且落跑。後來他被逮捕並被帶回給米里艾，米里艾卻向警察表示是他送給尚萬強的並且在警察面前對尚萬強說「你忘記帶走最好的銀燭臺」，提醒尚萬強"保證"使用這些銀器去成為一位誠實的人，並表示他已經替主贖下了尚萬強的靈魂。儘管主教講了這些話，我們發現警察還是將這件事永久紀錄在尚萬強的紀錄當中。
尚萬強疑惑不解主教在說什麼，他到了附近的山頭遇到了一位來自薩伏伊（Savoy）的年輕人小傑維（Petit Gervais），小傑維掉了一個銅板在尚萬強的腳邊，尚萬強踩住並且拒絕還給小傑維還威脅要揍小傑維。當尚萬強看到小傑維逃跑的畫面他想到主教對他說的話，並感到慚愧且四處尋找但一無所獲。
雨果介紹傅安婷（Fantine）並且敘述她是如何被她小孩的父親拋棄的。在1815年底，在法國的一個城鎮濱海蒙特勒伊，尚萬強化名為馬德廉先生（Monsier Madeleine），他改革了蒙特勒伊的製造業，使城鎮欣欣向榮，賺了一筆錢，他獻出大部分他賺的錢給城鎮，維修醫院的病床（包含人事費用）、孤兒院和學校。在拒絕了一次之後尚萬強被任命為市長，他拒絕了國王的提議讓他成為榮譽軍團騎士。
馬德廉拯救了一個老人的性命，名叫割風（Fauchelevent），他舉起馬車將壓在馬車下的割風救出。而賈維爾（Javert）親眼目睹了救援的經過，他告訴馬德廉在他當獄卒時曾經看過一個力氣很大的罪犯將桅杆舉起就像他舉起馬車一樣。沒人敢跳下去泥沼救援，但尚萬強願意冒著自己生命危險到馬車下將馬車舉起。割風的膝蓋骨折受傷也失去他的工作，尚萬強安排他到修道院工作，並且藉口要買下割風那台破馬車與馬，資助割風錢。
後來，賈維爾逮捕了傅安婷，在傅安婷成為妓女時不小心擊傷了一位資產階級名叫巴馬塔波瓦（Bamatabois），事實上是因為巴馬塔波瓦嘲笑和侮辱傅安婷，用雪攻擊她並且弄髒她的衣服。尚萬強看到整件事情的經過，認為應該被逮捕的人應該是巴馬塔波瓦，因此釋放了傅安婷。賈維爾知道傅安婷被釋放後認為尚萬強干擾警務工作而大怒。尚萬強命令賈維爾離開他目前所屬的單位，賈維爾離開後告訴巴黎的警方長官說他認為馬德廉是尚萬強。之後，賈維爾告訴馬德廉他錯了，因為"真正的"尚萬強不久前被逮捕（事實上逮捕到的是另一個名為商馬第（Champmathieu）的流浪漢）。
尚萬強帶傅安婷到醫院（醫院在市長家的對面）並受到治療照顧，他得知傅安婷的女兒珂賽特（Cosette）並且試著從泰納第夫婦（Thénardiers）那贖回珂賽特（珂賽特時常被泰納第夫婦虐待）。

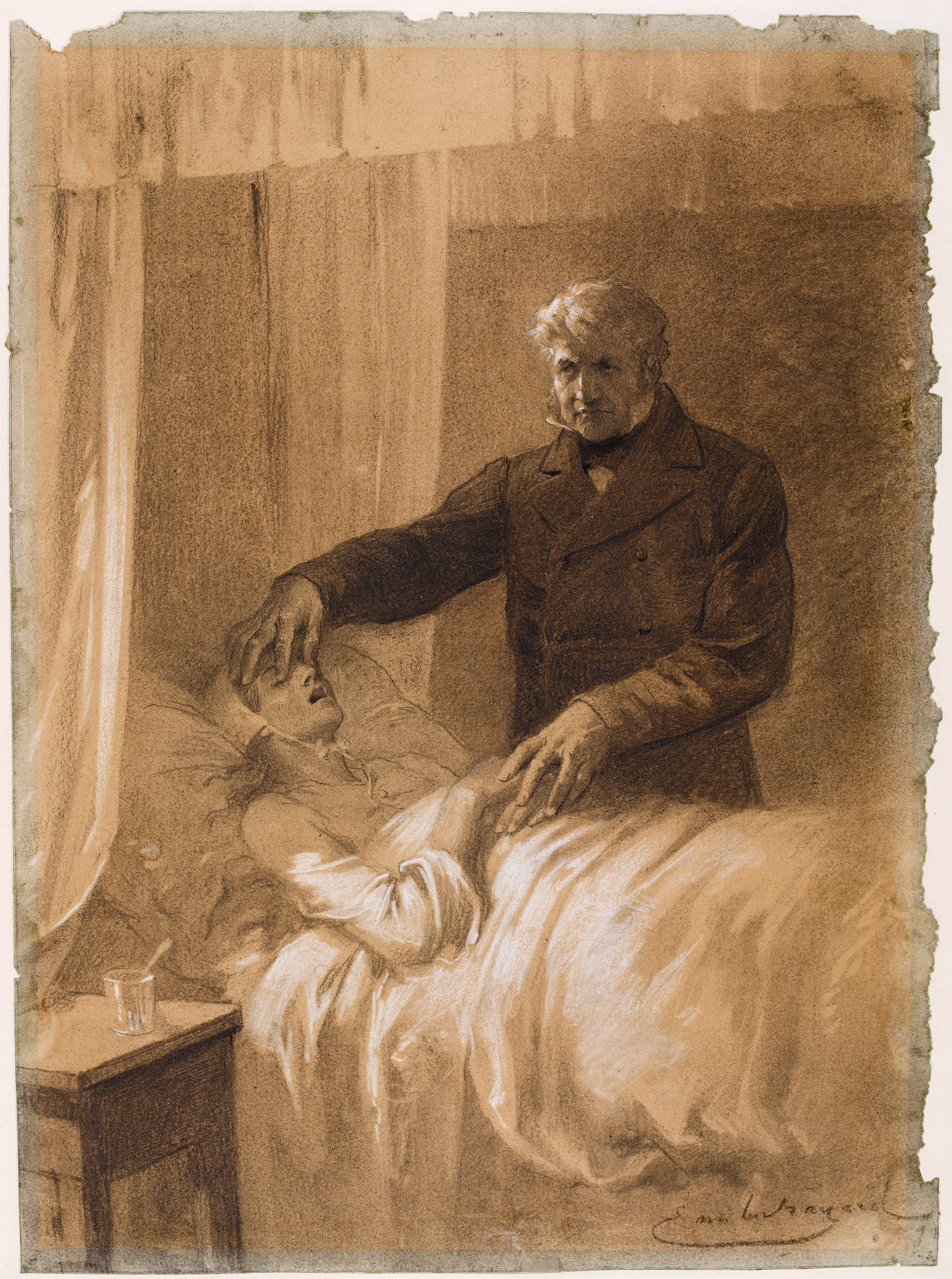
傅安婷死亡時，尚萬強（馬德廉市長）闔上她的眼睛。

賈維爾向"M.馬德廉"道歉並且告訴他"真正的"尚萬強目前已經被逮捕且在數日後將會被審判。賈維爾對尚萬強表示希望辭去警職，因為他對侮辱市長感到羞愧，但是尚萬強拒絕並且對賈維爾說今後對待別人不要太嚴苛，賈維爾也決定繼續留任警察局長。
小說到此已經能發現馬德廉（Madeleine）就是尚萬強（Jean Valjean）的重大伏筆。
那天晚上，尚萬強的內心激起一番天人交戰，最後尚萬強還是決定到法庭上揭露自己就是尚萬強的真面目以釋放無辜的商馬第（Champmathieu）（但如果他自首那還有誰會去在意柯賽特呢？）。他提出證據證明自己才是真正的尚萬強，但是沒有人願意逮捕他，所以尚萬強表示能在哪找到他，並且說他會再回來蒙特勒伊。庭上法官雖然對馬德廉的貢獻有深刻的印象，但還是在尚萬強提出證據證明他才是真正的尚萬強時對他的真實身分感到震驚。第二天，賈維爾到傅安婷的病房要逮捕尚萬強。尚萬強要求賈維爾能給她三天的時間從蒙費梅伊帶回珂賽特，但是賈維爾拒絕，表示這會使他能輕易逃跑。傅安婷在醫生告訴她，她女兒已經被帶走並且她的救命恩人將會被逮捕時感到震驚而休克致死（她的身體已經被惡劣的生活環境削弱，可能是感染肺結核）。
尚萬強欲使賈維爾逮捕他，但很快的他就逃離了。尚萬強在賈維爾到他家中搜尋前收拾帶走衣服和皮革。醫院的修女森普利斯（Simplice）從來不曾說謊，但是對賈維爾撒兩次謊表示尚萬強沒有來過，保護了尚萬強，她給尚萬強機會逃離這城市。

### 第二部分：珂賽特（Cosette）
一個簡短的章節，讀者前章得知當尚萬強坐著馬車要到蒙費梅伊的路途中持續的被通緝當中（路途上也救出了傅安婷八歲大的女兒珂賽特，履行了他對傅安婷的承諾）。在1823年的七月，尚萬強因為偷竊罪和逃脫罪被判處死刑，由於檢察官聲稱尚萬強也曾經犯下街頭結夥搶劫，但他拒絕為自己辯護。他的判刑被國王慷慨的減刑，認為只需要關進監獄而不用處死。在尚萬強被逮捕之前，他已經將他在當馬德廉市長時所賺的錢都埋在蒙費梅伊附近—其中一章節提到一位前土倫監獄的犯人在蒙費梅伊工作，他聲稱看到當地童話中所說惡魔將寶物埋在森林裡。沒有更多的解釋為什麼尚萬強將錢埋在蒙費梅伊附近，尚萬強之後曾經到過巴黎，也曾試圖回到蒙費梅伊。
尚萬強新的監獄編號為9430，但是他在被監禁幾個月後就因為某事件在一艘帆船上逃脫，在1823年11月16日，尚萬強大膽的搶救一位被船的套索卡住的水手而不幸落海，此後他被官方宣布他已死亡。
在1823年的聖誕夜，尚萬強在蒙費梅伊的森林中發現珂賽特獨自一人，他陪伴珂賽特回到小客棧並且看到泰納第夫婦在晚上虐待珂賽特，也看見德納第夫婦的女兒愛波寧（Éponine）和雅潔瑪（Azelma）對珂賽特極不友善，向她們母親告狀說珂賽特偷玩她們暫時放置一旁的娃娃。當尚萬強看見這件事情後，他暫時離開客棧買了一個美麗的新娃娃送給珂賽特，珂賽特高興的收了下來。這個使得泰納第夫人非常生氣並侮辱尚萬強為什麼是送給珂賽特而不是送給他女兒？而尚萬強沒有搭理他們，而是隔天將珂賽特帶走，使她從此免於受到虐待。

## 改編
以下列出扮演過尚萬強的演員及音樂家。

### 音樂劇

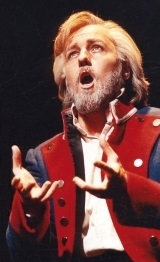
約翰·歐文·瓊斯在音樂劇中飾演尚萬強。

- 科爾姆·威爾金森：1985年倫敦音樂劇、1987年百老匯音樂劇、十週年紀念演唱會
- 鹿賀丈史：1987年日本版音樂劇
- 邁克爾·伯吉斯：1989年加拿大版演員
- 羅伯特·馬里安：倫敦音樂劇、1991年巴黎音樂劇、百老匯十週年紀念
- 佩德羅·魯伊·布拉斯：西班牙版演員，1992年音樂劇
- J·馬克·麥克維：百老匯和倫敦音樂劇、2008年好萊塢露天劇場25週年演唱會
- 約翰·歐文·瓊斯（英语：John Owen-Jones）：1998-2001年和2005-2007年倫敦音樂劇25週年紀念
- 漢斯·彼得·詹森：2000年至2003年間於安特衛普、倫敦演出。

### 電影及電視劇
- 莫里斯·科斯特洛（Maurice Costello），1909年
- 亨利·克勞斯，1913年
- 哈利·鮑爾（Harry Baur），1934年
- 邁克爾·雷尼，1952年
- 蘇赫拉·布莫迪，1955年
- 尚·嘉賓，1958年改編
- 塞爾吉奧·布斯塔曼特，1973年
- 理查德·喬丹（Richard Jordan），1978年
- 利諾文·圖拉，1982年
- 尚-保羅·貝爾蒙多，1995年
- 連恩·尼遜，1998年
- 杰拉爾·德帕迪約，2000年
- 休·傑克曼，2012年[3]

### 廣播
- 奧森·威爾斯，1937年
- 布萊恩·布雷斯德（Brian Blessed），2002年

## 其他影響
一顆1971年發現的小行星被以《悲慘世界》主角尚萬強的名字命名「24601萬強」，原著小說中尚萬強的囚犯編號就是「24601」。

## 外部連結
- Search for Jean Valjean （页面存档备份，存于） at the Internet Broadway Database